# Euploea anambalis
Euploea anambalis är en fjärilsart som beskrevs av Van Eecke 1915. Euploea anambalis ingår i släktet Euploea och familjen praktfjärilar. Inga underarter finns listade i Catalogue of Life.